# كريستيانو دوس سانتوس رودريغوس
كريستيانو دوس سانتوس رودريغوس (بالبرتغالية: Cristiano dos Santos Rodrigues‏) هو لاعب كرة قدم برازيلي في مركز الهجوم، ولد في 3 يونيو 1981 في ريو دي جانيرو في البرازيل. لعب مع أديلايد يونايتد ورودا كيركراده وفيلم تو تيلبورغ ونادي بازل وناك بريدا ووايت سيتي وودفيل.

## وصلات خارجية
- كريستيانو دوس سانتوس رودريغوس على موقع الاتحاد الدولي (مؤرشف)  (الإنجليزية)
- كريستيانو دوس سانتوس رودريغوس على موقع قاعدة بيانات كرة القدم.إي يو (الإنجليزية)
- كريستيانو دوس سانتوس رودريغوس على موقع Soccerway.com (الإنجليزية)
- كريستيانو دوس سانتوس رودريغوس على موقع عالم كرة القدم.نت (الإنجليزية)